# Сфера впливу

Російська імперія 1866.
- темно-зелений: території імперії;
- зелений: сфери впливу (Шпіцберген, Румунія, Західна Вірменія, Північний Іран, Північний Афганістан, Монголія та Північний Китай)

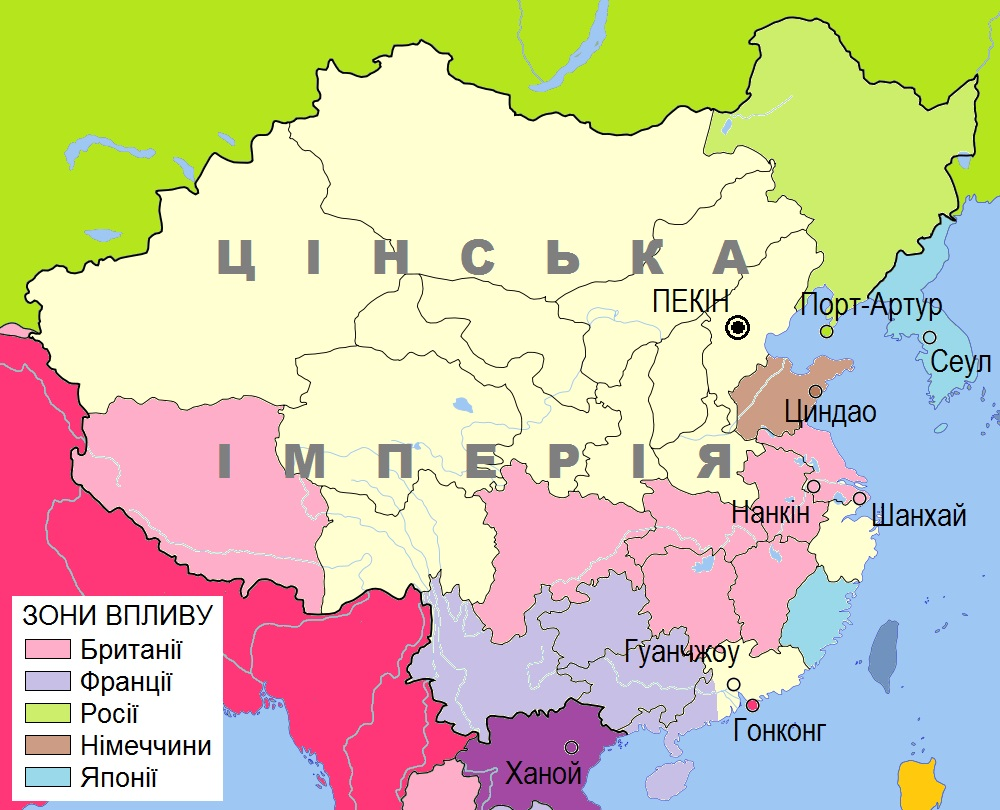
Сфери впливу великих держав на Далекому Сході. 1900

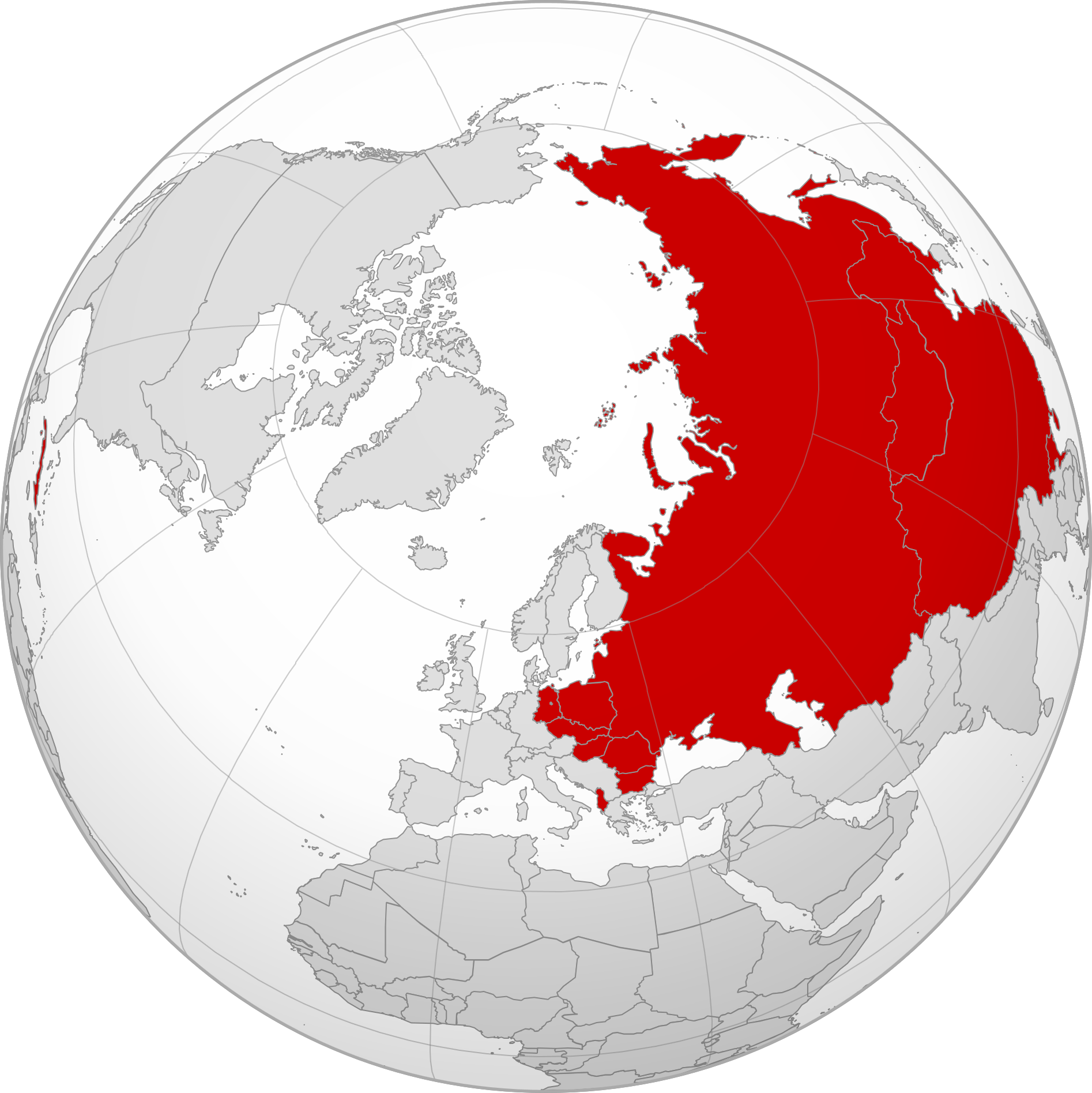
Найбільший вплив Радянського Союзу після Кубинської революції, але до Китайсько-радянського розколу

Сфе́ра впли́ву — регіон, який фактично знаходиться під безумовним політичним, економічним і культурним впливом іншої держави. Країни, які потрапляють у сферу впливу сильної держави, називаються «сателітами». Фактично категорія сфер впливу є своєрідною еволюцією політики колоніалізму: привласнення природних ресурсів, несправедлива експлуатація робочої сили, захоплення ринку.